# Luigi Paolillo
Luigi Paolillo, né le 9 août 1864 à Maiori et mort en mai 1934 à Vietri sul Mare, est un peintre italien, principalement de scènes de genre au début de sa carrière, et de vedute du bord de mer autour de la Campanie plus tard dans sa vie.
Il est considéré comme l'un des plus grands peintres de la côte amalfitaine des XIXe et XXe siècles avec Luca Albino, Angelo Della Mura et Antonio Ferrigno.

## Biographie
Luigi Paolillo naît le 9 août 1864 à Maiori, dans la province de Salerne, en Campanie.
En raison des difficultés financières de la famille, il est orienté dès son plus jeune âge vers la vie ecclésiastique, qu'il quitte bientôt pour une vocation picturale.
À l'âge de dix-sept ans, il étudie la peinture à l'Académie des Beaux-Arts de Naples, où il remporte plusieurs prix. Parmi ses professeurs figurent Gaetano Capone et Raffaelle D'Amato.
Il expose fréquemment aux expositions des Promotrici Societies d'Italie, ainsi qu'aux expositions nationales de Turin et aux expositions italiennes de Londres.
En 1890, il décide de s'installer en Argentine, à Buenos Aires, puis retourne en Italie en 1903.
Un nouveau voyage en Argentine le conduit de 1907 à 1913, date d'un nouveau retour en Italie, avec résidence à Salerne. En février de cette année, il est reçu par le Roi, à qui il a fait don d'une collection de photos de ses œuvres réalisées pendant son séjour en Terre de Feu. Mais ses voyages ne sont pas encore terminés : il part pour l'Amérique en 1921. Il expose à New York, Philadelphie, Montevideo et Cincinnati. En 1929, il retourne définitivement en Italie, se marie et s'installe à Vietri sul Mare, où il reste jusqu'à sa mort.
Il a été le professeur, entre autres, de la peintre et photographe Maria Bertolani.

## Œuvres

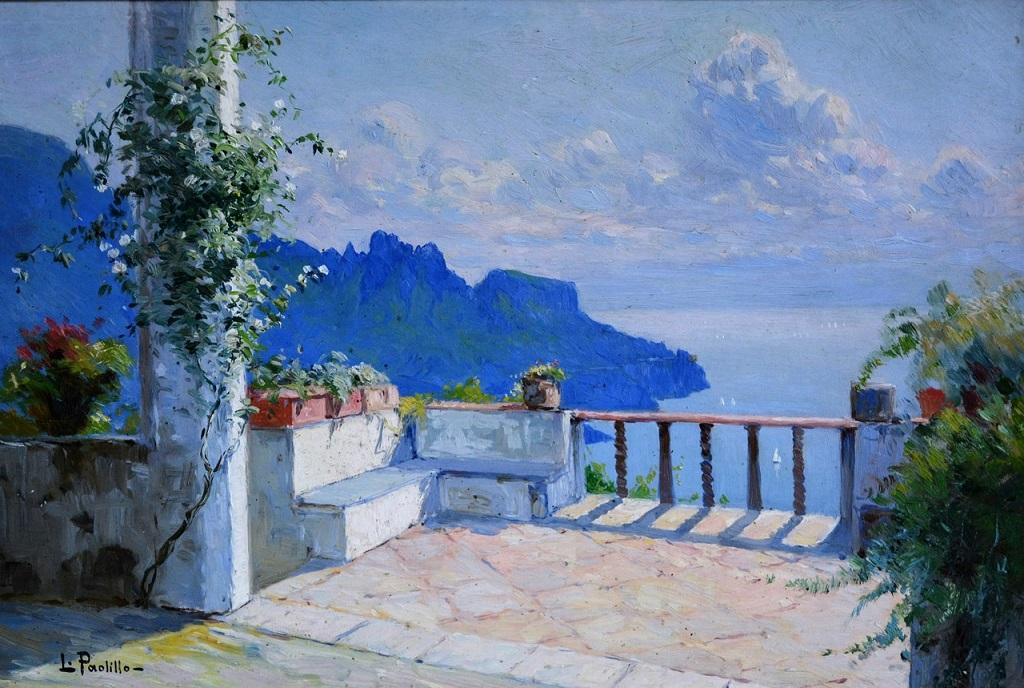
Villa Rufolo a Ravello, 1929.

Les paysages de la Terre de Feu sont l'un de ses centres d'intérêt. Parmi ses œuvres : Neanche bolle! ! ; Nei miei monti ; Ci sarà!, autrefois propriété du peintre Antonio Ferrigno,.
- E neanche bolle!!!, 1884.
- Salire o scendere?, 1884.
- Studio dal vero, 1885.
- Guidando il suo gregge, 1885.
- Bolle, e la Mamma non viene, 1887.
- Un guardiano che costa poco, 1887.
- Mattino in campagna.
- Ingresso di Villa Rufolo, 1887, huile sur panneau, 30 × 25 cm, collection privée.
- Ci sarà...!, 1888.
- Volto di ragazza, 1892, huile sur toile, 40 × 30 cm, collection privée.
- Paesaggio francese, 1900, olio su tela, cm 34 x 61,5, collection privée.
- Torre dello Scarpariello, 1904, acquerello su carta, cm 25,5 x 33, Salerne, Chambre de commerce.
- Villa Rufolo, 1905, collection privée.
- Chiesa di San Martino a Ravello di notte, 1905, acquerello e tempera su cartone, cm 24,5 x 15, Pinacothèque provinciale de Salerne.
- Amalfi all'imbrunire, 1905, olio su tela, cm 47 x 109, collection privée.
- Dal belvedere dell'Hotel Caruso, 1906, acquerello su carta, cm 27,5 x 37, collection privée.
- Angolo paradisiaco di Villa Rufolo, 1919, olio su tela, cm 61 x 85, Salerne, Prefettura.
- La torre di Villa Rufolo a Ravello, 1920, acquerello su carta, cm 32 x 25, collection privée.
- Veduta di Marina di Vietri, 1930-1931, olio su tela, cm 47,5 x 109,5, Vietri sul Mare, Palazzo del Comune.
- Mercato, olio su tavola, cm 20,5 x 26,5, collection privée.
- Tramonto, olio su tela, Pinacothèque provinciale de Salerne.
- Maiori dal mare, olio su tavola, collection privée.
- Crepuscolo lunare, olio su tavola, collection privée
- Panorama di Amalfi dall'Hotel Cappuccini, collection privée.
- Veduta della costiera da Ravello, olio su tela, cm 61 x 85, Salerne, Palazzo del Comune.